# Жилијет Бинош
Жилијет Бинош (фр. Juliette Binoche; Париз, 9. март 1964) француска је глумица, уметница и плесачица.

## Биографија
Рођена је у Паризу од оца филмског редитеља и мајке глумице. Са петнаест година отишла је на школовање у специјалну средњу школу за уметност, после које је уписала Национални конзерваторијум драмских уметности у Паризу. Са осамнаест година стекла је малу улогу у независном филму „Либерти Беле“ (Liberty Belle). Док је покушавала да изгради глумачку каријеру, наредних пет година радила је као службеница у градском секретаријату, и као сликарски модел.
Имала је 24 године када је добила прву велику улогу у филму Филипа Кауфмана „The Unbearable Lightness of Being“. Тај перформанс донео јој је много награда и понуда за глуму у будућим филмским остварењима, као што је „Три боје: плаво“ (филмска трилогија Три боје Кшиштофа Кјешловског), захваљујући ком је добила награду Цезар за најбољу главну глумицу за најбољу глумицу. За исту награду била је номинована пет пута у току каријере. Године 1996. игра Хану, канадску медицинску сестру која лечи рањеног незнанца током Другог светског рата, у филму „Енглески пацијент“, захваљујући ком је добила Оскара за најбољу споредну женску улогу, поред фаворизоване Луран Бакал. Филм „Чоколада“ доноси јој 2000. године номинацију за Оскара по други пут. Овај филм је снимљен по роману Жоане Харис.
Жилијет Бинош је најплаћенија француска глумица. Има двоје деце: Рафаела (са Андреом Халео) и Хану (са француском глумцем Бенотом Магимелом).

## Филмографија
- Дух у оклопу (2017)
- Годзила (2014)
- Paris, Je T'aime (2007)
- Breaking & Entering (2006)
- Caché (2005)
- Bee Season (2005)
- In My Country (2005)
- Jet Lag (2003)
- The Widow Of Saint-Pierre (2001)
- Alice And Martin (2001)
- Chocolat (2000)
- The Lovers On The Bridge (1999)
- Children Of The Century (1999)
- A Couch In New York (1996)
- Енглески пацијент (The English Patient) (1996)
- Коњаник на крову (The Horseman On The Roof) (1995)
- Три боје: Црвено (Three Colors: Red) (1994)
- Три боје: Плаво (Three Colors: Blue) (1993)
- Три боје: Бело (Three Colors: White) (1993)
- Wuthering Heights (1992)
- Damage (1992)
- Women & Men 2 (1991)
- The Lovers On The Pont-Neuf (1991)
- The Unbearable Lightness Of Being (1988)